# نيوزداي
نيوزدي (بالإنجليزية: Newsday)‏؛ هي جريدة يومية أمريكية، أسستها أليسيا باترسون، وبدأت في النشر في 3 سبتمبر 1940. تصدر الجريدة بشكل أساسي في مقاطعتي ناساو وسوفولك ومدينة كوينز في مدينة لونغ آيلاند في مدينة نيويورك، بالإضافة إلى وجود مناطق توزيع لها في جميع أنحاء منطقة نيويورك الحضرية.
اعتبارًا من العام 2009، بلغ حجم تداولها الأسبوعي 377,500، ما جعلها ضمن قائمة الصحف الأكثر انتشارًا في الولايات المتحدة، وهو الرقم الأعلى بين صحف الضواحي. بحلول يناير 2014، غدا متوسط التداول اليومي الإجمالي للصحيفة أكثر من 437,000، وأكثر 434,000 في أيام السبت وأكثر من 495,000 في أيام الأحد.

## روابط خارجية
- نيوزداي على موقع الموسوعة البريطانية (الإنجليزية)